# Scarborough (Tobago)
Scarborough é uma cidade de Trindade e Tobago, sendo a maior da ilha de Tobago ficando a oeste da ilha. 
Scarborough é o centro econômico e cultural da ilha, com população estimada em 2011 de 17.537.